# Stazione di Alviano
La stazione di Alviano è una fermata ferroviaria posta sulla linea Firenze-Roma. Serve il centro abitato di Alviano.